# Laignes (Fluss)
Die Laignes ist ein Fluss in Frankreich, der in den Départements Côte-d’Or (Region Bourgogne-Franche-Comté) und Aube (Region Grand Est) verläuft. Ihr Flusslauf von insgesamt etwa 72 km Länge besteht aus zwei oberirdischen Teilen, verbunden durch eine fast zwanzig Kilometer lange Doline.

## Oberlauf
Der obere Teil des Flusslaufs hat seine Quelle 384 m über dem Meer in einem kleinen Tal bei dem Gehöft Ferme du Quartier im Westen des Gemeindegebietes von Baigneux-les-Juifs. Von dort fließt sie in nordwestlicher Richtung durch Villaines-en-Duesmois, um 4 km dahinter nach einem Fließweg von insgesamt annähernd 21 km im Gemeindewald von Puits in einem Loch zu verschwinden. Der längste Zulauf des Oberlaufs ist die 1,5 km lange Planchotte (SANDRE: F0212000).

## Unterlauf

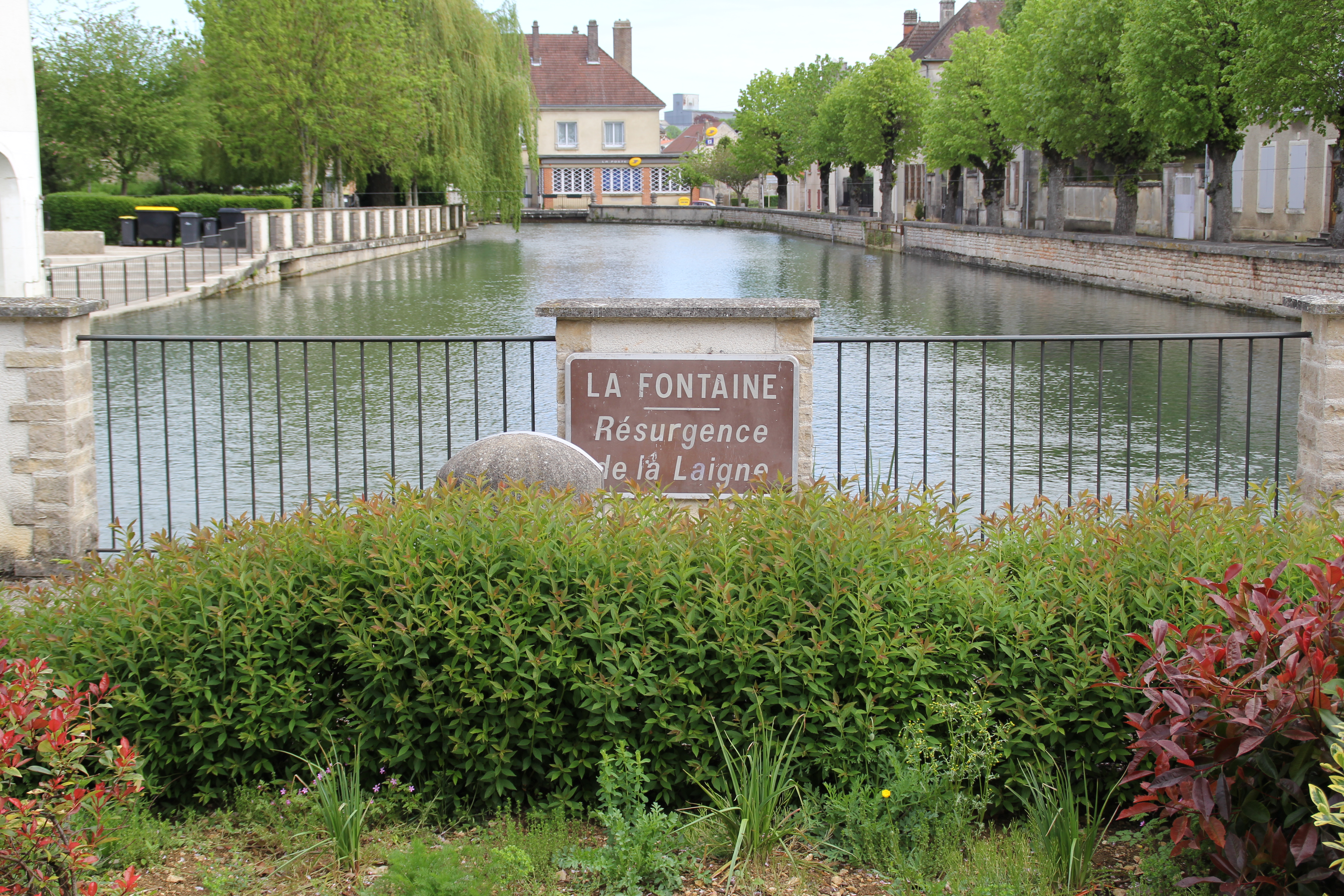
Der Wiederaustritt der Laignes

In Luftlinie 17,9 km nordnordwestlich dieses Schlundes tritt sie im Ort Laignes in einer Karstquelle wieder zutage, 215 m über dem Meer.
Nach 2,4 km mündet von links der nach IGN Géoportail 8 km lange Ruisseau de Martilly (F0201000), SANDRE nennt als Länge wahlweise 4,6 km und 5,8 km, ohne dass sich in diesen Abständen von der Mündung deutliche Veränderungen im Bachlauf finden würden. Einen Kilometer danach mündet von rechts der 5,3 km lange Ruisseau de Marcenay, der den Ablauf des knapp 0,6 km² großen Étang de Marcenay bildet. Dessen Datensatz bei SANDRE (F02-0410) enthält statt der Daten zu diesem Bächlein die Karte für den Oberlauf der Laignes und als Längenangabe die Summe von deren Oberlauf und Unterlauf. Der Datensatz für La Laignes enthält hingegen nur die Kilometerangabe für den Unterlauf, obwohl in den Karten des Géoportail des IGN der Oberlauf ebenso La Laignes heißt.
Der Unterlauf der Laignes misst 33,2 km und mündet bei Polisy von links in die Seine.

## Orte am Fluss
Oberlauf:
- Baigneux-les-Juifs (Feldmark)
- Villaines-en-Duesmois

Doline
- Puits (Côte-d’Or)
- Nesle-et-Massoult
- Balot

Unterlauf:
- Laignes
- Molesme
- Les Riceys
- Balnot-sur-Laignes
- Polisy